# Nastassja Hruschezkaja
Nastassja Hruschezkaja (belarussisch Настасся Грушэцкая, engl. Transkription Nastassia Hrushetskaya; * 30. Januar 1984) ist eine belarussische Biathletin.
Nastassja Hruschezkaja debütierte international zu Beginn der Saison 2007/08 in Geilo im IBU-Cup und kam in ihrem ersten Sprint als 30. sofort in die Punkteränge. Im weiteren Saisonverlauf schaffte sie in Torsby als 12. des Sprints und Elfte des Verfolgungsrennen sowie in Obertilliach als Achte des Sprints ihre besten Leistungen in der Rennserie. Durch die guten Leistungen konnte sie noch 2007 in Pokljuka im Biathlon-Weltcup debütieren und wurde 82. des Einzels und 78. des Sprintrennens. in Chanty-Mansijsk erreichte die Belarussin mit Rang 74 in einem Sprint ihr bestes Weltcup-Ergebnis. Höhepunkt der Saison wurde die Teilnahme an den Biathlon-Europameisterschaften 2008 in Nové Město na Moravě. Hruschezkaja wurde 43. des Einzels sowie des Sprints und konnte sich im Verfolgungsrennen bis auf Rang 33 verbessern. Mit der Staffel wurde sie als Startläuferin an der Seite von Nadseja Skardsina, Karina Sawossik und Wolha Zezjaruk Siebte.

## Biathlon-Weltcup-Platzierungen
Die Tabelle zeigt alle Platzierungen (je nach Austragungsjahr einschließlich Olympische Spiele und Weltmeisterschaften).
- 1.–3. Platz: Anzahl der Podiumsplatzierungen
- Top 10: Anzahl der Platzierungen unter den ersten zehn (einschließlich Podium)
- Punkteränge: Anzahl der Platzierungen innerhalb der Punkteränge (einschließlich Podium und Top 10)
- Starts: Anzahl gelaufener Rennen in der jeweiligen Disziplin

| Platzierung                      | Einzel | Sprint | Verfolgung | Massenstart | Staffel | Gesamt |
| -------------------------------- | ------ | ------ | ---------- | ----------- | ------- | ------ |
| 1. Platz                         |        |        |            |             |         |        |
| 2. Platz                         |        |        |            |             |         |        |
| 3. Platz                         |        |        |            |             |         |        |
| Top 10                           |        |        |            |             |         |        |
| Punkteränge                      |        |        |            |             |         |        |
| Starts                           | 1      | 2      |            |             |         | 3      |
| Stand: nach der Saison 2010/2011 |        |        |            |             |         |        |